# Михайловка (Драбовский район)
Миха́йловка (укр. Михайлівка) — село в Драбовском районе Черкасской области Украины.
Почтовый индекс — 19850. Телефонный код — 4738.

## Население
Население по переписи 2001 года составляло 1096 человек.

### Языковой состав
Родной язык населения по данным переписи 2001 года:
| Язык       | Численность, чел. | Доля     |
| ---------- | ----------------- | -------- |
| Украинский | 1 071             | 97,72 %  |
| Русский    | 21                | 1,92 %   |
| Другое     | 4                 | 0,36 %   |
| Итого      | 1 096             | 100,00 % |

В селе родился Герой Советского Союза Максим Ластовский.

## Местный совет
19850, Черкасская обл., Драбовский р-н, с. Михайловка, ул. Ленина, 1